# Elton (Cheshire)
Pour les articles homonymes, voir Elton.
Elton est une paroisse civile et un village du Cheshire, en Angleterre.